# سكر القيقب

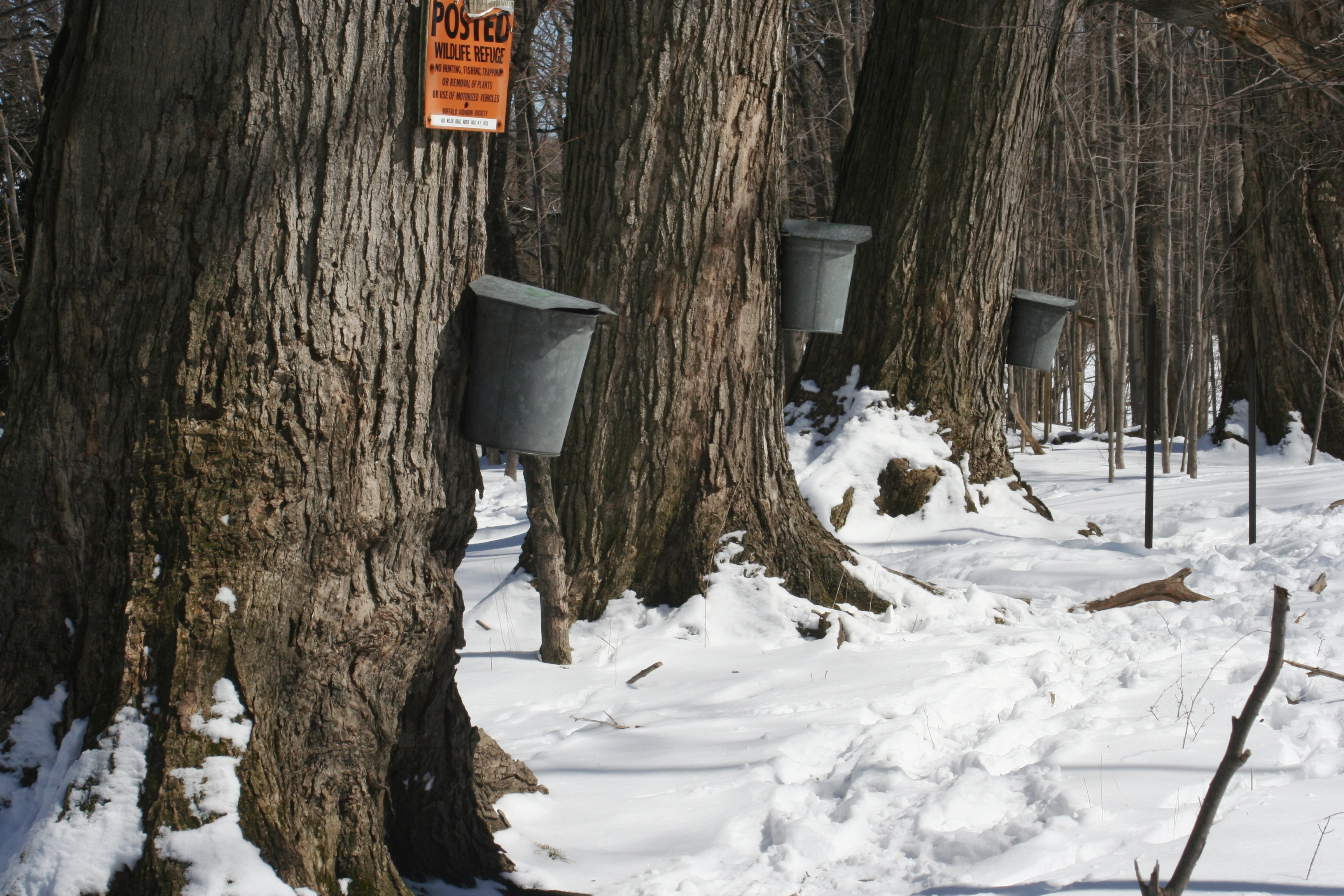
جمع عصارة القيقب

سكر القيقب مادة صلبة وحلوة نحصل عليها عن طريق الغليان لدرجة تجفيف عصارة شجرة القيقب السكري. الموطن الاصلي للشجرة هو أمريكا وكندا.
90٪ من تكوين سكر القيقب هو السكروز (قصب السكر) والباقي هو في الغالب الجلوكوز والفركتوز (سكر الفاكهة). تعد طريقة تحضير هذا السكر من اختراعات الشعوب الأصلية في الأمريكتين وتتطلب صناعته مهارة عالية. يتم جمع عصارة الأشجار في أواخر الشتاء وأوائل الربيع. في هذا الوقت ، تحتوي أشجار القيقب على الكثير من النسغ. يتم تحويل حوالي 1 إلى 4٪ من وزن عصارة الأشجار إلى سكر. اليوم ، هذا النوع من السكر شائع في بعض ولايات الولايات المتحدة الأمريكية ، مثل نيو إنجلاند ومشهور ايضا بشكل خاص في كندا.